# マリア・ディーチュ

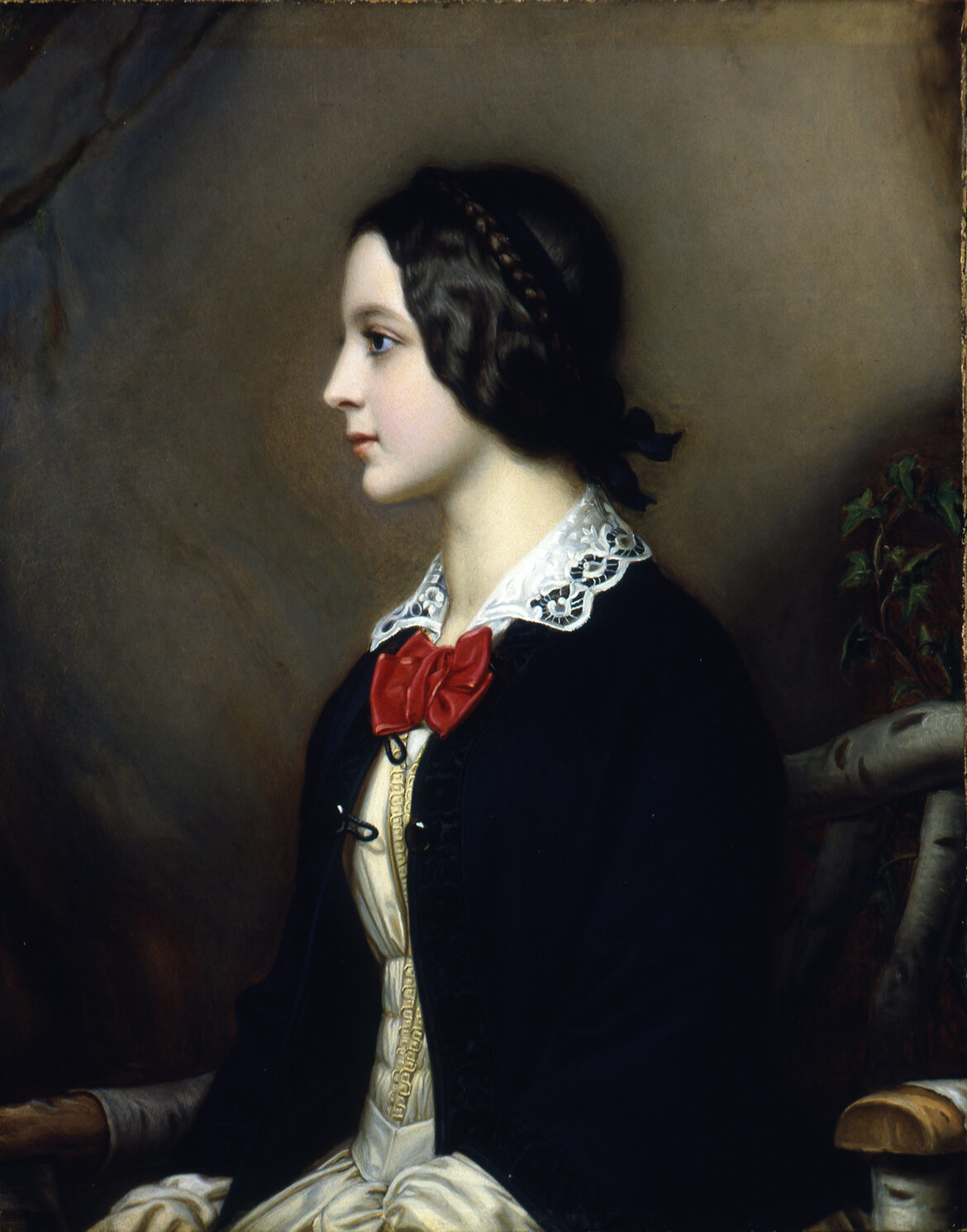
ディーチュの最初の肖像画、1850年

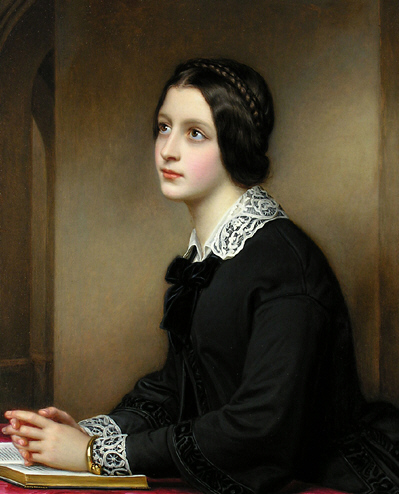
ディーチュの2枚目の肖像画、1850年

マリア・ディーチュ（Maria Dietsch, 1835年 - 1869年）は、19世紀南独バイエルン王国首都ミュンヘンの市民階級の女性。バイエルン王ルートヴィヒ1世の美人画ギャラリーに収められた彼女の肖像画は、宮廷画家ヨーゼフ・カール・シュティーラーがギャラリーのために制作した最後の作品となった。
シュヴァンドルフ出身の仕立屋の親方ヨーゼフ・ディーチュと、その妻クレセンティア・ヴィンターガートの間の娘としてミュンヘンで誕生。自身もお針子（裁縫師）として生計を立てていた 。1850年にルートヴィヒ王の命令で制作された2つの肖像画において、ディーチュは白いレース地の襟の付いたシュミーズを着て、赤い蝶ネクタイ（2枚目の肖像画では黒色）を付け、その上に黒いジャケットをまとっている。1865年夕刊紙『アウクスブルガー・アルゲマイネ』紙の新聞記者ゲオルク・シュプレッヒャーと結婚したが、4年後の1869年に亡くなった。

## 引用・脚注
1. ↑  Ludovic, S. K. (1902). Newnes, George. ed. “A King's Gallery of Beauty”. The Strand Magazine 23:  16–23.
2. 1 2 3  Haus der Bayerischen Geschichte
https://hdbg.eu › objekte › index
Maria Dietsch (1850) - Ludwig I., https://hdbg.eu/koenigreich/index.php/objekte/index/id/899
3. ↑  Grand Ladies
http://www.gogmsite.net › 1850-ma...
1850 Maria Dietsch by Joseph Karl Stieler (Schönheitengallerie Schloß ..., http://www.gogmsite.net/empire-napoleonic-and-roman/subalbum-schonheitengalleri/1850-maria-dietsch-by-josep